# Etobicoke
Etobicoke è un distretto ed ex municipalità, facente ora parte della città di Toronto in Ontario, in Canada. La città si trova tra il torrente Etobicoke e il fiume Humber, nella parte occidentale della città.